# Max Mathez
 (novembre 2023).
Max Mathez, né le 26 juin 1917 à Tramelan-Dessus et mort dans un accident d'avion le 26 septembre 1955 à Chilbolton, est un pilote militaire et pilote d'essai suisse. 
Il détient le record suisse d'altitude pour avions à moteur.

## Biographie
Fils de Paul et Gerda Mathez-Houriet, Max Mathez est incorporé dans l'aviation en 1938. Il obtient son brevet de pilote militaire en 1939. Pilote militaire pendant les mobilisations de 1939 à 1945, il est ensuite commandant d'escadrille. En 1943, il est promu premier-lieutenant.
Le 5 mai 1953, il établit le record suisse d’altitude en avion à réaction avec un De Havilland DG-112 Venom en montant à 15 660 mètres.
En 1955, il reçoit le grade de Major.
Le 26 septembre 1955, Max Mathez se tue lors d'un accident aux commandes d'un prototype de jet léger Folland Midge à Chibolton en Angleterre après seulement 8 secondes de vol lors d'une mission pour le Département militaire fédéral.
Il est enseveli à Tramelan le 1er octobre 1955 avec les honneurs militaires.